# Balduinshäuschen
Das Balduinshäuschen ist ein Gebäude in Trier und bildet mit seinem Grundstück außerdem einen Gemeindeteil (Wohnplatz) des Trierer Stadtbezirks Trier-West/Pallien.
Es liegt links der Mosel unterhalb des Mohrenkopfes. Der Name bezieht sich auf Kurfürst Balduin von Luxemburg, der sich dort einmal aufgehalten haben soll.
Nach Meyers Orts- und Verkehrslexikon hatte das damalige Gasthaus 1912/1913 sieben Einwohner.